# NFL最優秀コーチ賞
NFL最優秀コーチ賞（エヌエフエルさいゆうしゅうコーチしょう、英語: National Football League Coach of the Year Award）は、NFL（ナショナル・フットボール・リーグ）において、その年のシーズンで最も優れた働きをしたヘッドコーチに贈られる賞。1957年以来、毎年AP通信によって選出されている。この賞は公式の賞と考えられているが、NFLはスポーティングニュース、マクスウェル・フットボールクラブなど他のメディアによる賞も存在している。AP通信の賞はNFLオナーズにて発表される。名称はコーチ賞であるが、対象は概ねヘッドコーチのみである。

## NFL最優秀コーチ賞一覧
今までNFL最優秀コーチ賞とみなされた賞は以下のとおり。
| 名称                                                                      | 主催                                   | 期間            | 備考                          |
| ------------------------------------------------------------------------- | -------------------------------------- | --------------- | ----------------------------- |
| AP通信NFL最優秀コーチ賞                                                   | AP通信                                 | 1957年 - 現在   | 事実上の公式NFL最優秀コーチ賞 |
| スポーティングニュースNFL最優秀コーチ賞                                   | スポーティングニュース                 | 1947年 - 現在   |                               |
| マクスウェル・フットボールクラブ NFL最優秀コーチ賞                        | マクスウェル・フットボールクラブ       | 1989年 - 現在   |                               |
| カンザスシティ・101アワード委員会 AFC/NFC最優秀コーチ賞                   | カンザスシティ・101アワード委員会      | 1969年 - 現在   |                               |
| プロフットボール・ウィークリー/ プロフットボール記者協会NFL最優秀コーチ賞 | プロフットボール記者協会 (PFWA)        | 1968年 - 2008年 |                               |
| ポール・ブラウン・トロフィー                                              | タッチダウン・クラブ・オブ・コロンバス | 1971年 - 2003年 |                               |
| UPI通信社NFL最優秀コーチ賞                                                | UPI通信社                              | 1955年 - 1996年 |                               |

- 太字は現在も表彰している賞

## AP通信NFL最優秀コーチ賞

### 受賞者一覧
| 年度 | 最優秀コーチ賞               | 最優秀コーチ賞                         | 最優秀コーチ賞 |
| 年度 | 名前                         | チーム                                 | 勝敗           |
| ---- | ---------------------------- | -------------------------------------- | -------------- |
| 1957 | ジョージ・ウィルソン         | デトロイト・ライオンズ                 | 8–4            |
| 1958 | ウィーブ・ユーバンク         | ボルチモア・コルツ                     | 9–3            |
| 1959 | ヴィンス・ロンバルディ       | グリーンベイ・パッカーズ               | 7–5            |
| 1960 | バック・ショウ               | フィラデルフィア・イーグルス           | 10–2           |
| 1961 | アリー・シャーマン           | ニューヨーク・ジャイアンツ             | 10–3–1         |
| 1962 | アリー・シャーマン           | ニューヨーク・ジャイアンツ             | 12–2           |
| 1963 | ジョージ・ハラス             | シカゴ・ベアーズ                       | 11–1–2         |
| 1964 | ドン・シュラ                 | ボルチモア・コルツ                     | 12–2           |
| 1965 | ジョージ・ハラス             | シカゴ・ベアーズ                       | 9–5            |
| 1966 | トム・ランドリー             | ダラス・カウボーイズ                   | 10–3–1         |
| 1967 | ジョージ・アレン             | ロサンゼルス・ラムズ                   | 11–1–2         |
| 1967 | ドン・シュラ                 | ボルチモア・コルツ                     | 11–1–2         |
| 1968 | ドン・シュラ                 | ボルチモア・コルツ                     | 13–1           |
| 1969 | バド・グラント               | ミネソタ・バイキングス                 | 12–2           |
| 1970 | ポール・ブラウン             | シンシナティ・ベンガルズ               | 8–6            |
| 1971 | ジョージ・アレン             | ワシントン・レッドスキンズ             | 9–4–1          |
| 1972 | ドン・シュラ                 | マイアミ・ドルフィンズ                 | 14–0           |
| 1973 | チャック・ノックス           | ロサンゼルス・ラムズ                   | 12–2           |
| 1974 | ドン・コリエル               | セントルイス・カージナルス             | 10–4           |
| 1975 | テッド・マーチブローダ       | ボルチモア・コルツ                     | 10–4           |
| 1976 | フォレスト・グレッグ         | クリーブランド・ブラウンズ             | 9–5            |
| 1977 | レッド・ミラー               | デンバー・ブロンコス                   | 12–2           |
| 1978 | ジャック・パテラ             | シアトル・シーホークス                 | 9–7            |
| 1979 | ジャック・パーディー         | ワシントン・レッドスキンズ             | 10–6           |
| 1980 | チャック・ノックス           | バッファロー・ビルズ                   | 11–5           |
| 1981 | ビル・ウォルシュ             | サンフランシスコ・フォーティナイナーズ | 13–3           |
| 1982 | ジョー・ギブス               | ワシントン・レッドスキンズ             | 8–1            |
| 1983 | ジョー・ギブス               | ワシントン・レッドスキンズ             | 14–2           |
| 1984 | チャック・ノックス           | シアトル・シーホークス                 | 12–4           |
| 1985 | マイク・ディトカ             | シカゴ・ベアーズ                       | 15–1           |
| 1986 | ビル・パーセルズ             | ニューヨーク・ジャイアンツ             | 14–2           |
| 1987 | ジム・E・モーラ              | ニューオーリンズ・セインツ             | 12–3           |
| 1988 | マイク・ディトカ             | シカゴ・ベアーズ                       | 12–4           |
| 1989 | リンディ・インファンテ       | グリーンベイ・パッカーズ               | 10–6           |
| 1990 | ジミー・ジョンソン           | ダラス・カウボーイズ                   | 7–9            |
| 1991 | ウェイン・フォンテス         | デトロイト・ライオンズ                 | 12–4           |
| 1992 | ビル・カウアー               | ピッツバーグ・スティーラーズ           | 11–5           |
| 1993 | ダン・リーブス               | ニューヨーク・ジャイアンツ             | 11–5           |
| 1994 | ビル・パーセルズ             | ニューイングランド・ペイトリオッツ     | 10–6           |
| 1995 | レイ・ローズ                 | フィラデルフィア・イーグルス           | 10–6           |
| 1996 | ドム・ケイパース             | カロライナ・パンサーズ                 | 12–4           |
| 1997 | ジム・ファセル               | ニューヨーク・ジャイアンツ             | 10–5–1         |
| 1998 | ダン・リーブス               | アトランタ・ファルコンズ               | 14–2           |
| 1999 | ディック・ヴァーミール       | セントルイス・ラムズ                   | 13–3           |
| 2000 | ジム・ハスレット             | ニューオーリンズ・セインツ             | 10–6           |
| 2001 | ディック・ジャーロン         | シカゴ・ベアーズ                       | 13–3           |
| 2002 | アンディ・リード             | フィラデルフィア・イーグルス           | 12–4           |
| 2003 | ビル・ベリチック             | ニューイングランド・ペイトリオッツ     | 14–2           |
| 2004 | マーティ・ショッテンハイマー | サンディエゴ・チャージャーズ           | 12–4           |
| 2005 | ラビー・スミス               | シカゴ・ベアーズ                       | 11–5           |
| 2006 | ショーン・ペイトン           | ニューオーリンズ・セインツ             | 10–6           |
| 2007 | ビル・ベリチック             | ニューイングランド・ペイトリオッツ     | 16–0           |
| 2008 | マイク・スミス               | アトランタ・ファルコンズ               | 11–5           |
| 2009 | マービン・ルイス             | シンシナティ・ベンガルズ               | 10–6           |
| 2010 | ビル・ベリチック             | ニューイングランド・ペイトリオッツ     | 14–2           |
| 2011 | ジム・ハーボー               | サンフランシスコ・フォーティナイナーズ | 13–3           |
| 2012 | ブルース・エリアンス         | インディアナポリス・コルツ             | 9–3            |
| 2013 | ロン・リベラ                 | カロライナ・パンサーズ                 | 12–4           |
| 2014 | ブルース・エリアンス         | アリゾナ・カージナルス                 | 11–5           |
| 2015 | ロン・リベラ                 | カロライナ・パンサーズ                 | 15–1           |
| 2016 | ジェイソン・ギャレット       | ダラス・カウボーイズ                   | 13–3           |
| 2017 | ショーン・マクベイ           | ロサンゼルス・ラムズ                   | 11–5           |
| 2018 | マット・ナギー               | シカゴ・ベアーズ                       | 12–4           |
| 2019 | ジョン・ハーボー             | ボルチモア・レイブンズ                 | 14–2           |
| 2020 | ケビン・ステファンスキー     | クリーブランド・ブラウンズ             | 11-5           |
| 2021 | マイク・ブレイベル           | テネシー・タイタンズ                   | 12–5           |
| 2022 | ブライアン・ダボール         | ニューヨーク・ジャイアンツ             | 9-7-1          |
| 2023 | ケビン・ステファンスキー     | クリーブランド・ブラウンズ             | 11-6           |
| 2024 | ケビン・オコネル             | ミネソタ・バイキングス                 | 14-3           |